# Shimon Watanabe
Shimon Watanabe (japanisch 渡邉 志門 Watanabe Shimon; * 10. Dezember 1990 in der Präfektur Hiroshima) ist ein japanischer Fußballspieler auf der Position des Abwehrspielers.

## Karriere
Watanabe erlernte das Fußballspielen in der Schulmannschaft der Itsukaichi High School und der Universitätsmannschaft der Juntendo-Universität. Seinen ersten Vertrag unterschrieb er 2013 bei Leven Pro. Danach spielte er bei North Star FC und Far North Queensland FC. 2017 wechselte er zu Azul Claro Numazu. Ende 2017 beendete er seine Karriere als Fußballspieler.